# 지리산문학상
지리산문학상은 지리산문학회가 주관하고 지리산문학제전에서 시상하는 문학상이다. 상금은 1천만원이다.

## 역대 수상 작품
- 2006년 1회 정병근
- 2008년 3회 김왕노 <쭉쭉 빵빵 사이로 오는 황진이>
- 2009년 4회 정호승 <물의 신발> 외 4편
- 2010년 5회 최승자 <쓸쓸해서 머나먼>
- 2011년 6회 이경림 시집 <내 몸 속에 푸른 호랑이가 있다>[1]
- 2012년 7회 고영민 <반음계>외 5편
- 2013년 8회 시인의 빛나는 이미지와 이미지들의 충돌에서 드러나는 의미의 섬광, 의미들 너머에 숨 쉬고 있는 사유의 크기는 우리 시가 다다른 한 정점이라는 평가를 받은 홍일표 <밀서>외 5편[2]
- 2014년 9회 김륭 <달의 귀>
- 2015년 10회 "얼핏 스쳐 지나갈 수 있는 소소한 일상의 이면을 섬세한 감각의 깊이로 재구성하는 능력이 매 시편마다 잘 발휘된다" 류인서[3]
- 2016년 11회  말과 생각이 오종종 잘 모여서 마음을 움직이는 시편들이라고 평가받은 박지웅 <서큐버스>외[4]
- 2017년 12회 김상미 <우린 아무 관계도 아니에요>[5]
- 2018년 13회 정윤천 <새들의 무렵> 외 9편
- 2019년 14회 조정인 <백년 너머 우체국> 외 4편
- 2020년 15회 김참 <거미와 나> 외 4편
- 2021년 16회 오늘 <무서운 꽃> 외 51편.  지리산문학상 수상시집 <빨강해> 보관됨 2022-07-03 - 웨이백 머신

처